# Giulia Perelli (tennista)
Giulia Perelli (Milano, 1897 – 1964) è stata una tennista italiana.

## Biografia
Nata nel 1897 a Milano, in carriera vinse otto titoli ai campionati italiani assoluti: due nel singolare, uno nel doppio femminile con V. Valerio e cinque nel doppio misto (uno in coppia con Prouse, tre con Colombo, uno con J. De Martino).
A 27 anni partecipò ai Giochi olimpici di Parigi 1924, in tre gare: il singolare, dove uscì al secondo turno, eliminata dalla spagnola Rosa Torras, vittoriosa per 6-4 4-6 8-6, il doppio con Rosetta Gagliardi, nel quale le due furono sconfitte ai quarti di finale dalla coppia francese Bourgeois-Broquedis per 7-5 6-1, e il doppio misto con Uberto de Morpurgo, nel quale furono eliminati al secondo turno dalla coppia britannica Gilbert-McKane, vincitrice per 9-7 1-6 7-5, dopo aver sconfitto nel primo gli spagnoli Saprissa-Torras per 6-3 10-8.
Morì nel 1964, a 67 anni.

## Palmarès

### Campionati italiani assoluti
- 1914: doppio misto con George Stanley Prouse
- 1919: doppio misto con Cesare Colombo
- 1920: doppio misto con Cesare Colombo
- 1923: singolare
- 1925: singolare, doppio misto con Cesare Colombo
- 1927: doppio con V. Valerio
- 1928: doppio misto con J. De Martino